# Campionati europei di ciclismo su pista 2017 - 500 metri a cronometro
La 500 metri a cronometro ai Campionati europei di ciclismo su pista 2017 si è svolta il 20 ottobre 2017 presso il Velodrom di Berlino, in Germania.

## Podio
| Pos.    | Atleta           | Nazionalità |
| ------- | ---------------- | ----------- |
| Oro     | Miriam Welte     | Germania    |
| Argento | Pauline Grabosch | Germania    |
| Bronzo  | Dar'ja Šmelëva   | Russia      |

## Risultati

### Qualifiche
I migliori otto tempi si qualificano alla finale.
| Posizione | Atleta               | Nazione       | Tempo  | Gap | Note |
| --------- | -------------------- | ------------- | ------ | --- | ---- |
| 1         | Dar'ja Šmelëva       | Russia        | 33.576 |     | Q    |
| 2         | Pauline Grabosch     | Germania      | 33.579 |     | Q    |
| 3         | Miriam Welte         | Germania      | 33.593 |     | Q    |
| 4         | Olena Starikova      | Ucraina       | 33.760 |     | Q    |
| 5         | Tania Calvo          | Spagna        | 34.302 |     | Q    |
| 6         | Kyra Lamberink       | Paesi Bassi   | 34.459 |     | Q    |
| 7         | Katy Marchant        | Gran Bretagna | 34.484 |     | Q    |
| 8         | Helena Casas         | Spagna        | 34.516 |     | Q    |
| 9         | Urszula Los          | Polonia       | 34.886 |     |      |
| 10        | Miriam Vece          | Italia        | 35.086 |     |      |
| 11        | Laurine van Riessen  | Paesi Bassi   | 35.346 |     |      |
| 12        | Sophie Capewell      | Gran Bretagna | 35.408 |     |      |
| 13        | Aleksandra Tolomanow | Polonia       | 36.316 |     |      |

### Finale
| Posizione | Atleta           | Nazione       | Tempo  | Gap |
| --------- | ---------------- | ------------- | ------ | --- |
| 1         | Miriam Welte     | Germania      | 33.321 |     |
| 2         | Pauline Grabosch | Germania      | 33.559 |     |
| 3         | Dar'ja Šmelëva   | Russia        | 33.757 |     |
| 4         | Olena Starikova  | Ucraina       | 33.824 |     |
| 5         | Tania Calvo      | Spagna        | 34.153 |     |
| 6         | Katy Marchant    | Gran Bretagna | 34.486 |     |
| 7         | Helena Casas     | Spagna        | 34.771 |     |
| 8         | Kyra Lamberink   | Paesi Bassi   | 34.777 |     |